# John Carroll (obispo)
John Carroll (Upper Marlboro, Maryland, 8 de enero de 1735 – Baltimore, Maryland, 3 de diciembre de 1815) fue un misionero jesuita y fue el primer obispo y arzobispo católico de los Estados Unidos de América. 
En 1784 fue nombrado prefecto apostólico encomendándole el territorio de los Estados Unidos de América, donde comenzaba a implantarse la iglesia católica en este país y en 1789 fue nombrado primer obispo de Baltimore en la también primera diócesis católica norteamericana, año en el que además fundó el 23 de enero la Universidad de Georgetown. La nueva diócesis incluía casi todas las antiguas colonias inglesas. 
En 1805 se le nombró administrador apostólico de la Luisiana (comprada por los EE.UU y las dos Floridas (posesiones españolas). Sustituyendo a Francisco Porró Reinado. 
En 1808 su diócesis fue elevada a archidiócesis convirtiéndose así en el primer arzobispo católico de los Estados Unidos falleciendo en este cargo en 1815 a la edad de 80 años.
| Predecesor: Ninguno | Arzobispo de Baltimore 9 de junio de 1784 - 3 de diciembre de 1815 | Sucesor: Leonard Neale |